# Europäisches Netzwerk gegen Rassismus
Das Europäische Netzwerk gegen Rassismus (European Network against Racism – ENAR) ist ein Netzwerk von über 600 Nichtregierungsorganisationen mit Sitz in Brüssel, das sich zum Ziel gesetzt hat, den Rassismus und die Diskriminierung in den Mitgliedsstaaten der Europäischen Union zu begegnen. Vorsitzende ist Nyanchama Okemwa.

## Entstehung
Die Gründung erfolgte im Jahr 1997 im Rahmen des Europäischen Jahres gegen Rassismus. Zwischen März und September 1998 fanden sich etwa 600 Organisationen zusammen, um ein allgemeines Konzept auszuarbeiten. Die Mitgliederzahl ist nahezu gleich geblieben. Das ENAR erhielt viel Zustimmung der teilnehmenden Organisationen, da es diesen ein Forum bietet, um sich miteinander zu verständigen und sich mit ihrer Politik an die EU wenden zu können.

## Organisation
Das ENAR ist in 27 nationale Gruppierungen gegliedert, die jeweils einen Vertreter und ein Mitglied wählen, die die Verbindung zwischen der nationalen Gruppierung und dem Verband herstellen. Diese 54 Gesandten bilden die allgemeine Zusammensetzung des ENAR, die den Kern der Organisation ausmacht. Sie entscheiden über Budgetfragen sowie über die allgemeine Politik des ENAR und treffen sich einmal im Jahr. Das Management Board, das aus den 27 Vertretern der EU-Staaten besteht, ist verantwortlich für die Organisation der Aktivitäten des ENAR und überwacht die Einhaltung der allgemeinen Politik. Das Büro setzt sich aus sieben vom Management Board gewählten Mitgliedern zusammen. Hier werden tagesaktuell die organisatorischen Tätigkeiten des Netzwerkes beobachtet.

## Ziele
Die Organisation setzt sich gegen Diskriminierung, für Gleichheit, bessere Migrationsbedingungen sowie Integration, soziale und ökonomische Einbindung von Migranten, Stärkung der Grundrechte sowie eine bessere Bildungspolitik ein. Dabei wird zwischen Zielen auf der EU-Ebene und nationalen Zielen der jeweiligen Mitgliedsstaaten unterschieden:

### Ziele auf EU-Ebene
Auf EU-Ebene versucht die Organisation durch die Formulierung von politischen Schriften und Empfehlungen die Gesetzgebung der EU zu beeinflussen. Es sollen Grundrichtlinien vorgegeben werden, um Rassismus und Diskriminierung zu bekämpfen. Dabei agiert das ENAR als eine zentrale Stimme, die die Mitgliedsparteien vertritt und Partnerschaften, sowie Koalitionen mit anderen Netzwerken und Organisationen schließt.

### Ziele auf nationaler Ebene
Auf nationaler Ebene soll der Dialog zwischen den Organisationen, aber auch von diesen zu den Bürgern gestärkt werden. Des Weiteren informiert es seine Mitglieder über aktuelle politische Geschehnisse in der EU.